# Nick the Knife
Nick the Knife è un album in studio del cantautore britannico Nick Lowe, pubblicato nel 1982.

## Tracce
Tutte le tracce sono state scritte da Nick Lowe, eccetto dove indicato.

1. Burning - 2:07
2. Heart (Lowe, Rockpile) – 3:41
3. Stick It Where the Sun Don't Shine – 3:42
4. Queen of Sheba – 3:29
5. My Heart Hurts (Lowe, Carlene Carter) - 2:39
6. Couldn't Love You (Any More Than I Do) – 2:36
7. Let Me Kiss Ya – 2:45
8. Too Many Teardrops (Lowe, Carter) – 3:32
9. Ba Doom – 2:19
10. Raining Raining – 2:45
11. One's Too Many (And a Hundred Ain't Enough) (Lowe, Kim Wilson) – 2:37
12. Zulu Kiss (Lowe, J.E. Ceiling) – 3:22